# C/1664 W1
C/1664 W1は、1664年から1665年にかけて、およそ4ヶ月にわたりみることができた彗星である。非常に明るくなったので、大彗星の一つに数えられ、1664年の大彗星とも呼ばれる。

## 発見と観測記録

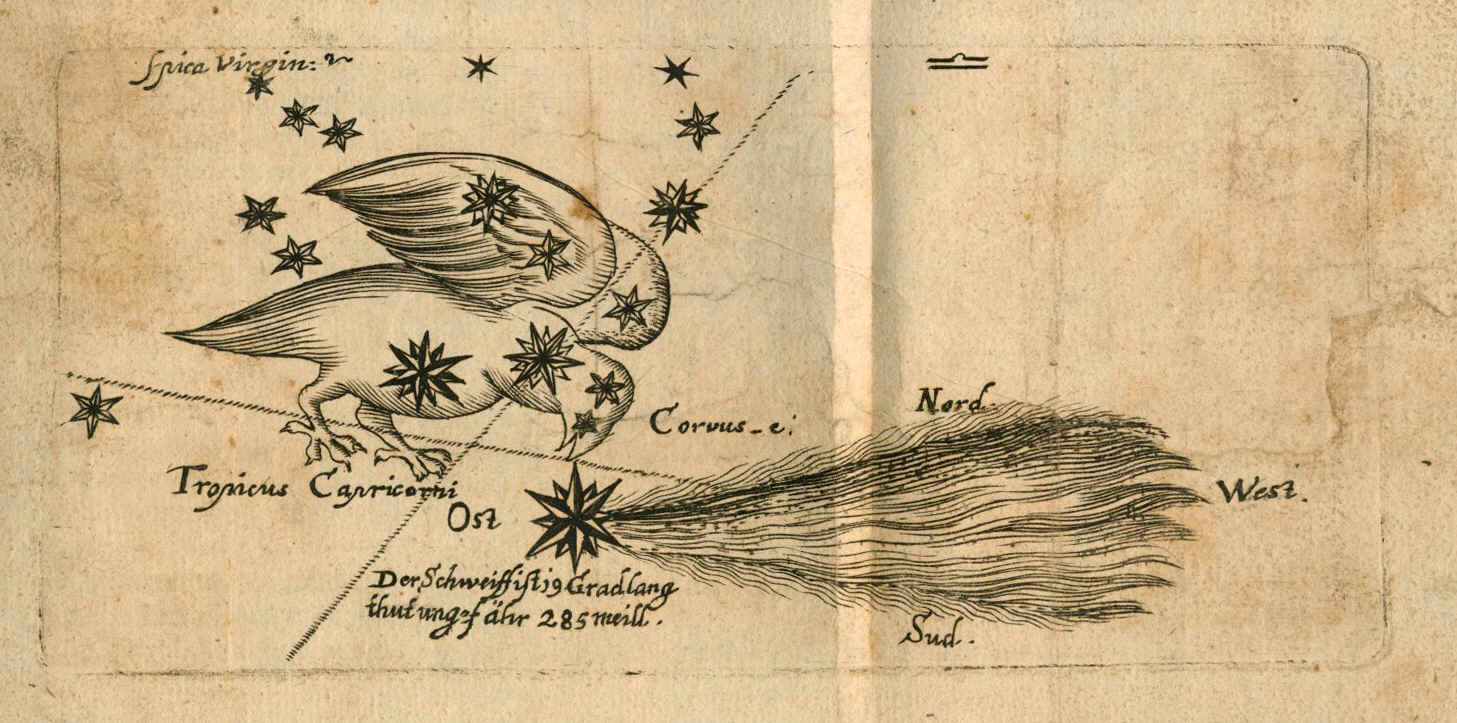
1664年12月18日、からす座において記録された、1664年の大彗星。

この彗星は、1664年11月17日にスペインで目撃されたといわれており、これが記録上最も早く登場したものであるため、この日を以て発見とされている。
彗星は、天球上を移動すると共に、尾が長くなってゆき、その向きも変わっていった。観測が始まって暫くは、からす座に位置しており、11月中は明け方にみえていたが、12月初旬になると薄明が始まる前に観測できるようになり、12月中旬には尾の長さは10度角を上回るまでになり、盛んに観測が行われるようになった。12月下旬になると彗星は急速に天球上を西へ移動し、尾は最も長く40度程度まで伸び、明るさも急速に上昇して、シリウス以外のどの恒星よりも明るくなったと記録する観測者もいた程で、極大となった12月29日にはおおいぬ座の辺りにあって、-1等級に達したと推定される。
1665年1月になると一転して、彗星はどんどん暗くなってゆき、尾も短くなって、1月中旬には15度、2月初旬には5度くらいまで縮んだ。2月18日を過ぎると、肉眼では観測することができなくなり、最後に記録された1665年3月20日は、彗星はおひつじ座にあって、望遠鏡によって観測された。

### 欧州での記録
最も精力的に且つ最も遅い時期まで観測が行われた記録は、発見と同じくスペインで発表された著者不詳の論文にある。この論文では、スペインでの観測を中心に、一部フランス、イタリアでの観測結果も加えてまとめており、ローマ学院教授のジル=フランソワ・ド・ゴティニー（Gilles-François de Gottignies）が1664年12月14日に観測した結果を皮切りに、1665年3月20日までの観測結果が含まれている。
12月2日には、ライデンでクリスティアーン・ホイヘンスがこの彗星を観測、ほぼ同じ時期に、パリではピエール・プティも観測を行っている。12月中旬になると、グダニスクのヨハネス・ヘヴェリウスが観測を開始、続いてイタリアのジョヴァンニ・カッシーニやジェミニアーノ・モンタナリ、フランスのアドリアン・オーズー、イギリスのロバート・フックやサミュエル・ピープス、ハンブルクのスタニスワフ・ルビエニエツキ（Stanisław Lubieniecki）らも観測を開始している。ヘヴェリウスの観測結果はその著書に、オーズーやプティの観測結果は自身が発表した論文に掲載されたが、その他多くの観測は、ルビエニエツキの著書『彗星の劇場（Theatrum Cometicum）』にみることができ、その中にはジョヴァンニ・バッティスタ・リッチョーリやアタナシウス・キルヒャーといった学者とのやりとりも記されている。
当時ケンブリッジ大学の学生だったアイザック・ニュートンも、この彗星を観測しており、12月27日には尾の長さが34度から35度角と報告している。この彗星を観測したことがきっかけで、ニュートンは天文学の研究にのめり込んだとされる。ニュートンが最後にこの彗星を観測したのは、2月2日のことだった。
ヘヴェリウスは、2月18日までの観測を報告しているが、2月18日の記録は誤りであることがわかっており、最後の記録は2月14日となっている（後述）。オーズーやカッシーニは、3月17日まで観測を継続していた。

### アジアでの記録

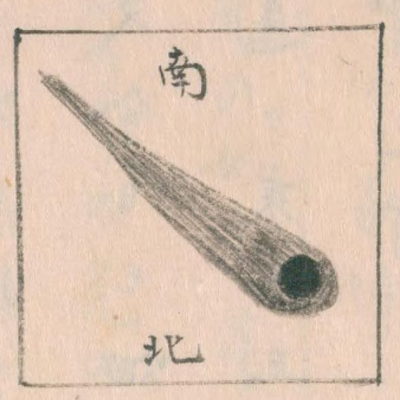
土佐の亦三郎少年の日記（写本）の1月10日の記述にある1664年の大彗星の図解。

中国では、1664年11月18日に彗星が見付かっており、具体的な観測記録としては発見後最も早い。逐次報告はされていないものの、1665年1月までで50晩観測し、月宿をどう移動したかも記録されていて、12月27日には張宿にあって長さ5度角以上の尾が北に伸びていたとされる。
朝鮮では、11月26日から2月13日にかけて、晴天の日は毎夜観測が行われており、背景の恒星と共に作図された。12月24日には張宿にあって、尾の長さは30度以上と記録されている。
日本でも、全国各地で目撃情報が記録されているが、その中で特筆すべきは、当時12歳であった、土佐の亦三郎少年（後の桂井素庵）の日記で、詳しい観察内容を挿絵付きで著している。この彗星に関する日記の記述は、12月16日から2月6日までで21日に上る。

### 北米での記録
フランス人のイエズス会士フランソワ・ル・メルシエ（François-Joseph le Mercier）は、ケベックでこの彗星を観測した。11月29日未明に発見し、12月14日以降、1月1日まで彗星の方位と主な恒星からの離角を記録、12月27日には尾の長さが27度角程になった、としている。
サミュエル・ダンフォースは、ニューイングランドでこの彗星を、12月15日から2月14日にかけて観測し、12月18日には尾が38度角の長さになったと報告している。

## 迷信

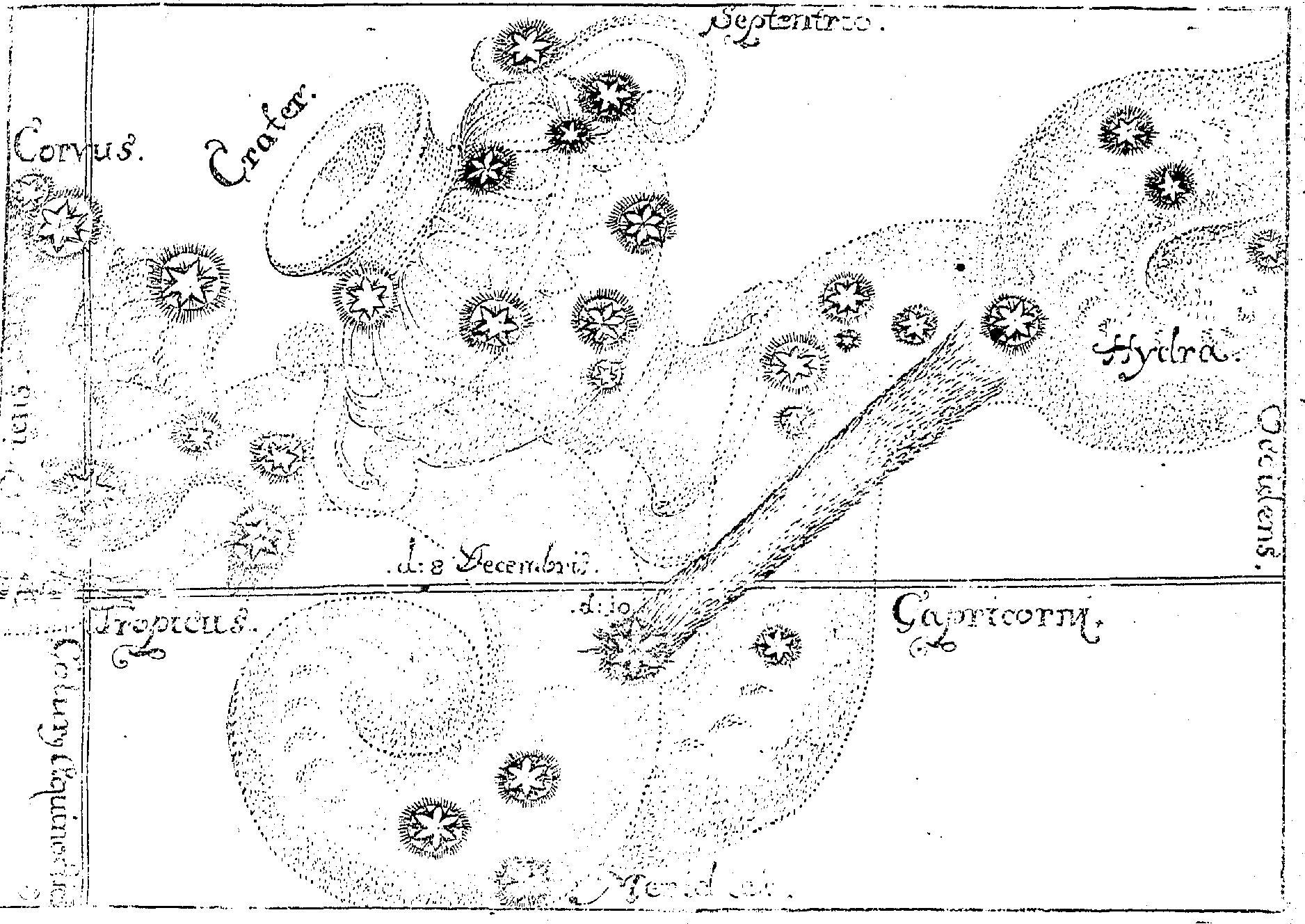
12月20日にウルムで観測された1664年の大彗星。突如として出現した彗星は、神意を告げるものともとらえられた。

この彗星の姿は、多くの人に目撃された。当時の一般的な人々にとって彗星は、その特異な姿や一見予測不能な動きのために人智を超えたものと受け止められ、災厄の前兆、或いはそれを神が人々に知らせる徴として、怖れられた。そのため、数多くの文献に彗星の記述が残っており、神託ととらえたものの中にも天文学的に正当な彗星の位置の記録がある一方で、迷信めいた予言のようなものも存在している。
1664年の大彗星も、結果論的に凶事の前触れであったとして語られたものがいくつも存在する。イギリスでは、第二次英蘭戦争や、1665年にロンドンで起きたペストの流行と翌年のロンドン大火と結び付けられている。チロル地方では、1665年6月25日のオーストリア大公ジギスムント・フランツの死の予兆とされた。日本では、1665年の大坂城天守の落雷による焼失と結びつけたり、藩主南部重直の死に伴う盛岡藩の騒動を聞いて「南部星」と呼んだ、などといった記述が残っている。

## 科学的論点

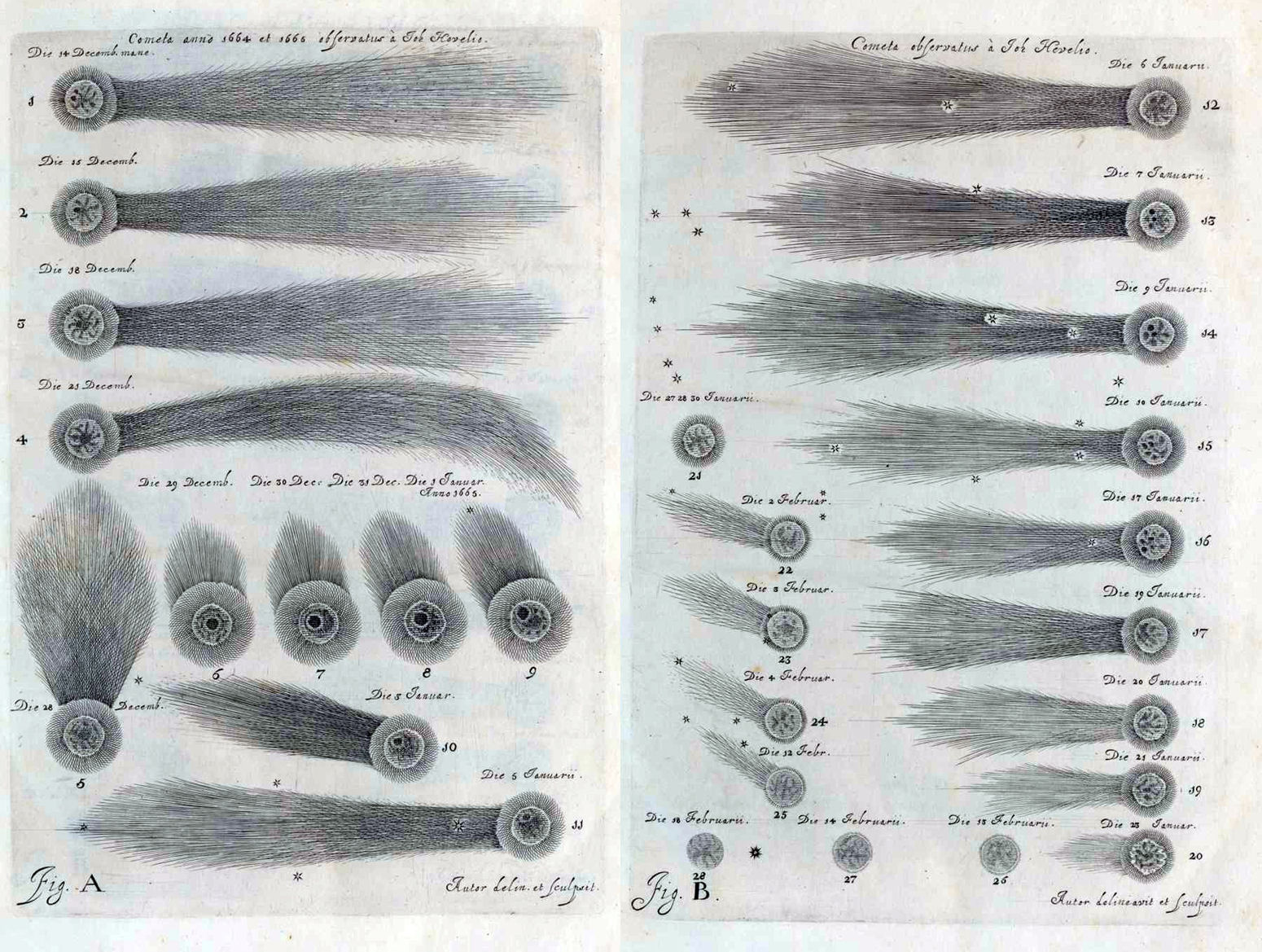
『彗星序論（Prodromus cometicus）』におけるヘヴェリウスの、1664年の大彗星のスケッチ。

この彗星の出現は、当時の学者らにとって、彗星の正体に関する研究と議論を深める好機であった。17世紀中頃の天文学はまだ、プトレマイオスの体系、コペルニクスの体系、ティコの体系がせめぎ合う時代であった。その中で、逆行のような惑星と共通する特徴を持ちつつ、短期間しか現れず常軌を逸した運動をする彗星をどう理論付けるかは、それぞれの宇宙観において大きな問題だった。中世盛んであったスコラ学では、彗星は地球大気で起こる現象と考えられ、ティコは彗星が天体であることを主張したが、ガリレオ・ガリレイでさえ彗星を大気中の現象と結論付けていた。
イギリスでは、クリストファー・レンとジョン・ウォリスが、この彗星を観測した結果を基に、逸早く彗星の運動についての理論を構築したが、彼らの理論は、彗星の運動を直線的と仮定したものであった。
北米では最も初期に天文学の書籍を出版したダンフォースは、彗星に関して当時最新の知見に基づく説明を行っており、彗星は天体であって月よりも遠くにあり、尾は必ず太陽の反対側に伸びていて太陽光の反射によって光り、その運動には一定の規則性がある、と述べた。
ダンフォースはまた、この彗星の軌道が楕円形であるとも述べている。一方で、やはりこの彗星を観測したジョヴァンニ・ボレリは、計算を繰り返し、この彗星の軌道が放物線のような曲線であるとの結論に至り、現在はボレリの理論の方が実際の彗星の軌道に近かったことがわかっている。また、同じように円錐曲線の軌道も想定していたオーズーは、自身の観測を基に彗星の位置を予報する実用的な天体暦を初めて作成し、以後この手法は広く用いられるようになった。
プティはこの彗星を、1618年に出現した大彗星と同じ彗星だと考え、周期が約46年で次は1710年に回帰すると予想した。しかし、この考えは間違いであり、1710年に彗星は出現しなかった。彗星の回帰を正しく予想できたのは、その40年後、エドモンド・ハレーが軌道を計算したハレー彗星が初めてであった。

### ヘヴェリウスとオーズーの論争
ヘヴェリウスは、自身の観測を2月18日まで記録しているが、その結果はオーズーが2月18日以降に観測した結果と矛盾するものであった。自身の観測が正しいと信じるオーズーは、それを主張する書簡をヘヴェリウスに送ったが、これに対する回答はなかった。一方で、オーズーの観測結果と、カッシーニ、ゴティニーの観測結果を突き合わせると、三者の結果は概ね一致するのに対し、ヘヴェリウスの結果だけが合わず、ヘヴェリウスの観測はいよいよ疑わしくなったが、ヘヴェリウスは同年、著書『彗星序論（Prodromus cometicus）』に2月18日分も含めた観測結果を発表した。これに対し、オーズーだけでなくプティも疑念を呈する書簡をヘヴェリウスに送ったが、ヘヴェリウスは自説を曲げず、翌年の著書『彗星序論 補遺（Mantissa prodromi cometici）』では逆に、オーズーやカッシーニが2月18日以降に観測したものは、別の彗星の見間違いだと主張した。
現在では、オーズーやカッシーニだけでなく、各国で2月から3月に観測された結果を総合し、間違っているのはヘヴェリウスの観測結果であったことが確認されている。ヘヴェリウス以外の観測結果が豊富にあったことが幸いだったが、もしヘヴェリウスの間違いを見抜けなければ、彗星の運動の正しい理解は大幅に遅れたかもしれない。

## 軌道

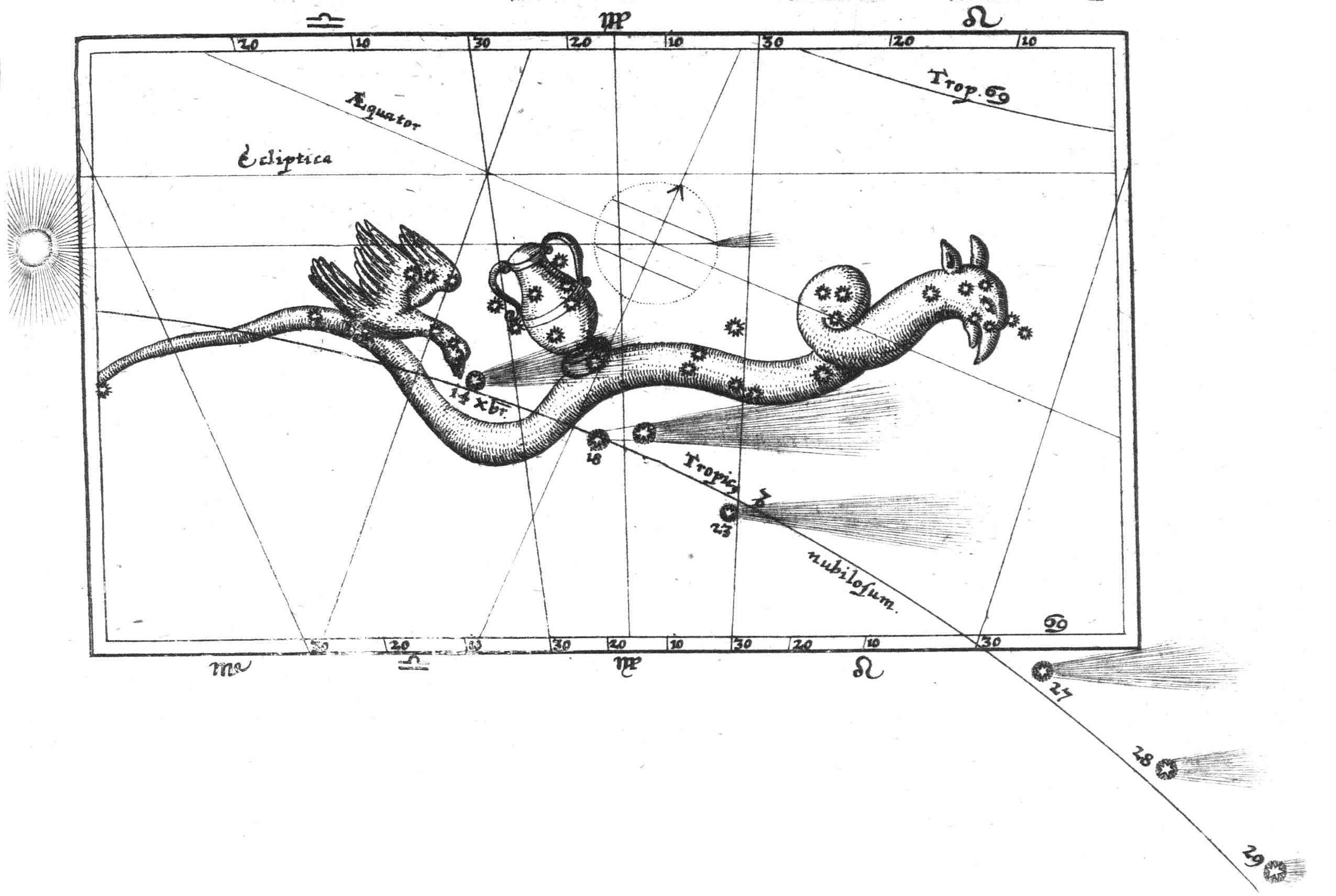
アタナシウス・キルヒャーがブラウンシュヴァイク＝ヴォルフェンビュッテル公アウグスト2世に宛てた1664年の彗星の報告。1664年12月中の彗星の移動が星図と共に図示されている。

この彗星の軌道要素を初めて計算したのはハレーで、ハレー彗星出現の予言を記したことで知られる1705年の著書『彗星天文学概論』（A synopsis of the astronomy of comets）に示されたハレーの計算結果は、現在でも採用されている1854年のローレンツ・リンデレフ（Lorenz Lindelöf）による計算結果と概ね一致するものであった。
この彗星の軌道は放物線軌道だが、観測データの量が限られるため、軌道に制限をかけるにしても限定的なものにとどまる。この彗星の黄道面に対する軌道傾斜角は、約159度である。彗星は発見後、時間と共に天球上を逆行していった。太陽に最も接近する近日点を1664年12月4日に通過、その際の太陽からの距離は、地球公転軌道とほぼ同じくらいで、約1.026AU（1億5340万km）であった。近日点よりも前、1663年10月4日には、木星からわずか0.20AU（2990万km）のところを通過したとみられる。
近日点通過後、1664年12月29日に地球へ最接近し、約0.17AU（2540万km）離れた位置を通過していった。このように地球に非常に近づいたため、明るい大彗星となった。
木星に大きく接近したことで、この彗星の軌道要素にも少なからず影響があったと考えられる。木星に接近する前のこの彗星の軌道離心率は1未満で、楕円軌道をとり、回帰に数千年かかる長周期彗星となっていた可能性がある。ただし、木星への接近による離心率の変化は、最大で0.01程度、近日点での値との差はおよそ0.005と見積もられており、初期の軌道がよくわかっていないこともあり、元の軌道について確かなことは言えない。